# Ceux qui m'aiment prendront le train
Ceux qui m'aiment prendront le train è un film del 1998 diretto da Patrice Chéreau.
È stato presentato in concorso al 51º Festival di Cannes.

## Riconoscimenti
- 1998 - Festival di Cannes
  - In competizione per la Palma d'oro
- 1999 - Premi César
  - Miglior regista a Patrice Chéreau
  - Migliore attrice non protagonista a Dominique Blanc
  - Migliore fotografia a Éric Gautier
  - Candidatura per il miglior film
  - Candidatura per il migliore attore a Pascal Greggory
  - Candidatura per il migliore attore non protagonista a Jean-Louis Trintignant
  - Candidatura per il migliore attore non protagonista a Vincent Pérez
  - Candidatura per la migliore sceneggiatura originale a Danièle Thompson, Patrice Chéreau e Pierre Trividic
  - Candidatura per il miglior montaggio François Gédigier
  - Candidatura per la migliore scenografia a Richard Peduzzi e Sylvain Chauvelot
  - Candidatura per il miglior sonoro a Jean-Pierre Laforce, Nadine Muse e Guillaume Sciama
- 2000 - British Independent Film Awards
  - Candidatura per il miglior film indipendente internazionale